# Liste der Baudenkmäler in Augsburg-Jakobervorstadt-Nord
In der Liste der Baudenkmäler im Jakobervorstadt-Nord sind die Baudenkmäler im Augsburger Stadtbezirk Jakobervorstadt-Nord im
Planungsraum Innenstadt
(I)
aufgelistet. Zu diesen Baudenkmälern gibt es auch eine Bildersammlung.
Diese Liste ist eine Teilliste der Liste der Baudenkmäler in Augsburg. Grundlage der Liste ist die Bayerische Denkmalliste, die auf Basis des bayerischen Denkmalschutzgesetzes vom 1. Oktober 1973 erstmals erstellt wurde und seither durch das Bayerische Landesamt für Denkmalpflege geführt und aktualisiert wird. Die folgenden Angaben ersetzen nicht die rechtsverbindliche Auskunft der Denkmalschutzbehörde.

## Einzelbauwerke
| Lage                                                          | Objekt                                        | Beschreibung | Akten-Nr.                | Bild                                         |
| ------------------------------------------------------------- | --------------------------------------------- | --- | ------------------------ | -------------------------------------------- |
| Am Rößlebad 1 (Standort)                                      | Bürgerhaus                                    | Dreigeschossiger, über Eck stehender Giebelbau, mit Satteldach und gewundener Durchfahrt, im Kern 16. Jahrhundert, Dachwerk 1751 | D-7-61-000-53 Wikidata   | Bürgerhaus                                   |
| Am Rößlebad 5 (Standort)                                      | Wohnhaus                                      | Traufständiger, zweigeschossiger Satteldachbau, 16. Jahrhundert | D-7-61-000-54 Wikidata   | Wohnhaus                                     |
| Am Rößlebad 6 (Standort)                                      | Wohnhaus                                      | Traufständiger, zweigeschossiger Satteldachbau mit Schleppgauben, 16. Jahrhundert | D-7-61-000-55 Wikidata   | Wohnhaus                                     |
| Am Rößlebad 8 (Standort)                                      | Wohnhaus                                      | Traufständiger, zweigeschossiger Satteldachbau, 16. Jahrhundert | D-7-61-000-56            | Wohnhaus                                     |
| Am Rößlebad 14 (Standort)                                     | Wohnhaus                                      | Dreigeschossiger Giebelbau mit Satteldach und Traufseite zum Graben, 16./17. Jahrhundert | D-7-61-000-57 Wikidata   | Wohnhaus                                     |
| Auf dem Rain 4 (Standort)                                     | Bürgerhaus                                    | Dreigeschossiger Giebelbau mit Satteldach, tiefliegendem Erdgeschoss und überbautem, seitlichem Durchgang zur Schmiedgasse, 16. Jahrhundert | D-7-61-000-103 Wikidata  | Bürgerhaus                                   |
| Auf dem Rain 6 (Standort)                                     | Bürgerhaus                                    | Dreigeschossiger Traufseitbau mit Satteldach und gedrückten Ochsenaugen über dem Erdgeschoss, im Kern 16. Jahrhundert | D-7-61-000-104 Wikidata  | Bürgerhaus                                   |
| Auf dem Rain 7 (Standort)                                     | Bürgerhaus (Geburtshaus Bertolt Brechts)      | Dreigeschossiger Traufseitbau mit Satteldach und dem Bachverlauf entsprechend abgewinkelter Fassade, im Kern 16./17. Jahrhundert | D-7-61-000-105 Wikidata  | weitere Bilder                               |
| Barfüßerstraße 15 (Standort)                                  | Brückenbau                                    | Klassizistischer, erdgeschossiger Arkadenbau mit Walmdach und flachem übergiebeltem Risalit, 1825/28 | D-7-61-000-132 Wikidata  | Brückenbau                                   |
| Bei den Sieben Kindeln 1 (Standort)                           | Mietshaus                                     | Viergeschossiger Traufseitbau mit Satteldach und turmartig überdachten Eckerkern nach zwei Seiten, um 1900 | D-7-61-000-147 Wikidata  | Mietshaus                                    |
| Bei den Sieben Kindeln 3 (Standort)                           | Bürgerhaus                                    | Dreigeschossiger Mansarddachbau, mit barocker Sterntür und Oberlichtgitter, um 1760 | D-7-61-000-148 Wikidata  | Bürgerhaus                                   |
| Bei der Jakobskirche 2 1/2 (Standort)                         | Ehemaliges Pfründehaus                        | Viergeschossiger Traufseitbau mit Satteldach und Stufengiebeln, 16. Jahrhundert, nördlich an die Kirche angebaut | D-7-61-000-150 Wikidata  | Ehemaliges Pfründehaus                       |
| Bei der Jakobskirche 4 (Standort)                             | Evangelisch-lutherische Pfarrkirche St. Jakob | Flachgedeckter Saalbau mit eingezogenem Chor und nördlichem Turm, um 1355 erbaut, davon der Chor in ursprünglicher Form erhalten, 1533 Bauarbeiten am Turm, das Langhaus im 18. Jahrhundert zu einem Saal umgebaut, 1944 schwer beschädigt, mit Ausstattung                                                                | D-7-61-000-149 Wikidata  | weitere Bilder                               |
| Bei der Jakobskirche 4 (Standort)                             | Sakristei und Mesnerhaus                      | Sakristei und Mesnerhaus von St. Jakob, an die Kirche gelehnter, zweigeschossiger Pultdachbau, von Joh. Christian Mayr, 1798–1799 | D-7-61-000-1148 Wikidata | Sakristei und Mesnerhaus                     |
| Drittes Quergäßchen 2 (Standort)                              | Wohnhaus                                      | Dreigeschossiger Traufseitbau mit Satteldach und Giebel zum Rößlebad, im Kern 16./17. Jahrhundert, fein gegliederte Fassade mit maurisch beeinflusster Ornamentik, Ende des 19. Jahrhunderts Satteldachbau, 16./17. Jahrhundert                                                                                            | D-7-61-000-219 Wikidata  | Wohnhaus                                     |
| Drittes Quergäßchen 3 (Standort)                              | Bürgerhaus                                    | Dreigeschossiger, giebelständiger Satteldachbau, 16./17. Jahrhundert | D-7-61-000-220 Wikidata  | Bürgerhaus                                   |
| Erstes Quergäßchen 1, 3 (Standort)                            | Wohnhaus                                      | Zweigeschossiger Satteldachbau mit Zwerchhaus und Kugelaufsätzen, im Kern 16. Jahrhundert, später verändert Giebelseitig Gelehrtenrelief, um 1900 in älterer Rahmung | D-7-61-000-228 Wikidata  | weitere Bilder                               |
| Erstes Quergäßchen 4 (Standort)                               | Bürgerhaus                                    | Dreigeschossiger Giebelbau mit einhüftigem Giebel, 16. Jahrhundert Dahinterliegend Wohnhaus, dreigeschossiger Satteldachbau mit Rückfassade gegen Zweites Quergässchen, wohl 17. Jahrhundert | D-7-61-000-229 Wikidata  | weitere Bilder                               |
| Erstes Quergäßchen 5 (Standort)                               | Bürgerhaus                                    | Dreigeschossiger Traufseitbau mit Satteldach, 16. Jahrhundert | D-7-61-000-230 Wikidata  | Bürgerhaus                                   |
| Erstes Quergäßchen 7 (Standort)                               | Handwerkerhaus                                | Zweigeschossiger Giebelbau mit Satteldach, Figurennische und Holzüberbau über ehemaliger Wasserradanlage, 16. Jahrhundert | D-7-61-000-231 Wikidata  | Handwerkerhaus                               |
| Franziskanergasse 2 (Standort)                                | Katholische Pfarrkirche St. Maximilian        | Ehemalige Franziskanerklosterkirche Zum Heiligen Grab, dreischiffige Basilika, westlicher Dachreiter mit Zwiebelhaube, von Dominikus Böhm, 1946–1951 unter Beibehaltung der Fassade des Vorgängerbaus von 1611–1613, mit Ausstattung                                                                                       | D-7-61-000-236           | weitere Bilder                               |
| Fünftes Quergäßchen 1 (Standort)                              | Bürgerhaus                                    | Dreigeschossiger Giebelbau mit Satteldach und zwei anschließenden Traufseithäusern, 16. Jahrhundert | D-7-61-000-291 Wikidata  | Bürgerhaus                                   |
| Fünftes Quergäßchen 2 (Standort)                              | Bürgerhaus                                    | Dreigeschossiger Traufseitbau mit Satteldach, Giebel mit Schmuckprofil, seitlich dekorativer Überschutz an der Ecke, 16. Jahrhundert Hausfigur, 1985, Kopie einer Ehrgott Bernhard Bendel zugeschriebenen Immaculata, um 1720/30                                                                                           | D-7-61-000-292 Wikidata  | Bürgerhaus                                   |
| Fünftes Quergäßchen 5 (Standort)                              | Bürgerhaus                                    | Dreigeschossiger, traufständiger Satteldachbau mit einem traufseitig überhöhten Teil, 16. Jahrhundert | D-7-61-000-293 Wikidata  | Bürgerhaus                                   |
| Gänsbühl 7 (Standort)                                         | Bürgerhaus                                    | Zweigeschossiger, giebelständiger Satteldachbau, äußere Erscheinung Mitte 19. Jahrhundert, im Kern älter | D-7-61-000-294 Wikidata  | Bürgerhaus                                   |
| Gänsbühl 7 a, 7 b (Standort)                                  | Ehemaliges Sommerhaus der Familie Hosp        | Villenartiger, zweigeschossiger Walmdachbau mit polygonalem Eckerker und übergiebelter Loggia in Holzkonstruktion, 1893 | D-7-61-000-295 Wikidata  | Ehemaliges Sommerhaus der Familie Hosp       |
| Gänsbühl 9 (Standort)                                         | Bürgerhaus                                    | Dreigeschossiger Giebelbau mit Satteldach, Figurennische und Holzlaubengang an der Rückseite, 16. Jahrhundert | D-7-61-000-296 Wikidata  | Bürgerhaus                                   |
| Gänsbühl 15 (Standort)                                        | Bürgerhaus                                    | Schmaler zweigeschossiger Traufseitbau mit Satteldach, im Kern 16. Jahrhundert | D-7-61-000-297 Wikidata  | Bürgerhaus                                   |
| Gänsbühl 17 (Standort)                                        | Bürgerhaus                                    | Dreigeschossiger Traufseitbau mit Satteldach und Zwerchgiebel, im Kern 16./17. Jahrhundert | D-7-61-000-298 Wikidata  | Bürgerhaus                                   |
| Gänsbühl 33 (Standort)                                        | Terrakotta-Medaillons                         | Profilporträts der Kaiser Maximilian I. und Karl V., um 1540 | D-7-61-000-300 Wikidata  | Terrakotta-Medaillons                        |
| Henisiusstraße 1, Pulvergäßchen 6 a, Pulvergäßchen (Standort) | Ehemaliges Städtisches Krankenhaus            | Drei- bzw. viergeschossiger Blankziegelbau mit Walmdach in neugotischen Formen, im westlichen Flügel Kapelle, von Franz Joseph Kollmann, 1856/59, 1936 erweitert Einfriedung, Mauer mit Blankziegeln, wohl gleichzeitig; Gartenanlage von Ferdinand Greinwald, wohl gleichzeitig; südlich des Krankenhauses                | D-7-61-000-387 Wikidata  | Ehemaliges Städtisches Krankenhaus           |
| Hinter der Metzg 6, Metzgplatz 1 (Standort)                   | Ehemalige Stadtmetzg                          | Dreigeschossiger Satteldachbau mit repräsentativer Giebelfront nach Süden, von Elias Holl unter Verwendung von Zeichnungen von Joseph Heintz der Ältere, 1606–1609, 1938/39 im Inneren verändert und nach Norden ausgebaut                                                                                                 | D-7-61-000-679 Wikidata  | weitere Bilder                               |
| Hinter der Metzg 7 (Standort)                                 | Bürgerhaus                                    | Dreigeschossiger Giebelbau mit Satteldach und rundem Eckerker an der Nordostecke, 16./17. Jahrhundert, Veränderungen im 19. Jahrhundert | D-7-61-000-405 Wikidata  | Bürgerhaus                                   |
| Hinter der Metzg 12 (Standort)                                | Ehemaliger Domkapitelhof                      | Zweigeschossige Trakte, mit Mansarddächern um Innenhof, im Kern 16./17. Jahrhundert, 1925 als Wohnhof ausgebaut | D-7-61-000-406 Wikidata  | Ehemaliger Domkapitelhof                     |
| Hoher Weg 8 (Standort)                                        | Ehemaliges Bürgerhaus, heute Gesundheitsamt   | Viergeschossiger Traufseitbau mit Satteldach, zwei kleinteilige Stufengiebeln, Umfassungsmauern und Portal mit Wappenstein spätmittelalterlich, Inneres nach Kriegszerstörung völlig erneuert | D-7-61-000-423 Wikidata  | Ehemaliges Bürgerhaus, heute Gesundheitsamt  |
| Hoher Weg 10 (Standort)                                       | Wohnhaus                                      | Zweigeschossiger Walmdachbau mit Flacherker, Fassade um je eine Achse über den seitlichen Dachansatz herausgezogen, im Kern 16./17. Jahrhundert, äußere Erscheinung von Sebastian Mühlegger, Ende 19. Jahrhundert | D-7-61-000-424 Wikidata  | Wohnhaus                                     |
| Jakoberstraße 27 (Standort)                                   | Bürgerhaus                                    | Dreigeschossiger, giebelständiger Satteldachbau mit Flacherker und leicht geschweiftem Giebel, im Kern 16. Jahrhundert, Fassadendekoration 19. Jahrhundert | D-7-61-000-478 Wikidata  | Bürgerhaus                                   |
| Jakoberstraße 29 (Standort)                                   | Bürgerhaus                                    | Dreigeschossiger, giebelständiger Satteldachbau mit Flacherker und Volutengiebel, im Kern 16. Jahrhundert, Giebel 18. Jahrhundert | D-7-61-000-479 Wikidata  | Bürgerhaus                                   |
| Jakoberstraße 41 (Standort)                                   | Gasthof Jakoberhof                            | Viergeschossiger Neubarockbau mit turmartigem Eckerker und dekorativer Dachzone, um 1900 | D-7-61-000-480 Wikidata  | Gasthof Jakoberhof                           |
| Jakoberstraße 49 (Standort)                                   | Bürgerhaus                                    | Dreigeschossiger Giebelbau mit Satteldach und Volutengiebel, Erdgeschoss mit Pfeilerarkaden, die beiden Obergeschosse mit Flacherker und Halbsäulen, aufwendigste der erhaltenen Bürgerhausfassaden der Zeit Elias Holls, erstes Viertel 17. Jahrhundert                                                                   | D-7-61-000-481 Wikidata  | Bürgerhaus                                   |
| Jakoberstraße 49 a (Standort)                                 | Bürgerhaus                                    | Freistehender, zweigeschossiger Satteldachbau mit Kranbalken und zweiläufigem äußerem Treppenaufgang, 16./17. Jahrhundert | D-7-61-000-482 Wikidata  | Bürgerhaus                                   |
| Jakoberstraße 55 (Standort)                                   | Bürgerhaus                                    | Dreigeschossiger, giebelständiger Satteldachbau mit geschweiftem Giebel, Flacherker auf profilierter Konsole und barocker Sterntür, 18. Jahrhundert, im Kern wohl älter | D-7-61-000-483 Wikidata  | Bürgerhaus                                   |
| Jakoberstraße 79 (Standort)                                   | Jakobertor                                    | Backsteinbau mit vierseitigem Unterbau mit spitzen Torbögen, zweigeschossigem oktogonalem Oberbau mit Zeltdach und quadratischem Vortor mit Satteldach, Mitte 15. Jahrhundert, nach 1944 Wiederaufbau | D-7-61-000-484 Wikidata  | weitere Bilder                               |
| Karolinenstraße 12 (Standort)                                 | Bürgerhaus                                    | Dreigeschossiger Traufseitbau mit Satteldach und geschweiftem Zwerchgiebel mit Voluten, im Kern 16./17. Jahrhundert Fassade Mitte 18. Jahrhundert, nach Kriegszerstörung wiederhergestellt | D-7-61-000-535 Wikidata  | weitere Bilder                               |
| Lauterlech 45 a (Standort)                                    | Mietshaus                                     | dreigeschossiger verputzter Massivbau mit Mansardgiebeldach, Korbbogendurchfahrt, Zwerchgauben, Erker und Putzdekor, rückwärtig eingeschossiges Werkstattgebäude, um 1911 | D-7-61-000-1704          | Mietshaus                                    |
| Leonhardsberg 15 (Standort)                                   | Stadtbad                                      | Komplexe Anlage mit Verwaltungsgebäude, zwei Schwimmhallen und Wasserturm, nach Entwürfen von Fritz Steinhäußer, 1902/03 | D-7-61-000-610 Wikidata  | weitere Bilder                               |
| Mauerberg 16 a (Standort)                                     | Ehemaliges Zinslehenhaus                      | Viergeschossiger Giebelbau mit Satteldach, Aufzugsluken und traufseitigem Flacherker, 16. Jahrhundert | D-7-61-000-634 Wikidata  | Ehemaliges Zinslehenhaus                     |
| Mauerberg 26 (Standort)                                       | Bürgerhaus                                    | Breitgelagerter, zweigeschossiger Traufseitbau mit Satteldach, im Kern 16./17. Jahrhundert | D-7-61-000-635 Wikidata  | Bürgerhaus                                   |
| Mauerberg 27 (Standort)                                       | Bürgerhaus                                    | Viergeschossiger, giebelständiger Satteldachbau mit Flacherker auf profilierter Konsole mit Schweifgiebel, dahinter anschließend Halbgiebelhaus, 16. Jahrhundert | D-7-61-000-636 Wikidata  | Bürgerhaus                                   |
| Mauerberg 31 (Standort)                                       | Bürgerhaus, ab 1507 Wohnhaus Hans Burgkmairs  | Dreigeschossiger Traufseitbau mit zwei Zwerchgiebeln, 16. Jahrhundert | D-7-61-000-638 Wikidata  | Bürgerhaus, ab 1507 Wohnhaus Hans Burgkmairs |
| Mittlerer Graben 1 (Standort)                                 | Wohnhaus                                      | Zweigeschossiger Traufseitbau mit Satteldach, Anfang 19. Jahrhundert, im rechten Winkel an die Barfüßerbrücke anschließend | D-7-61-000-690 Wikidata  | Wohnhaus                                     |
| Mittlerer Graben 4 (Standort)                                 | Bürgerhaus                                    | Viergeschossiger Giebelbau mit Satteldach und Flacherker, 16./17. Jahrhundert | D-7-61-000-691 Wikidata  | Bürgerhaus                                   |
| Mittlerer Graben 6 (Standort)                                 | Bürgerhaus                                    | Viergeschossiger Giebelbau mit Satteldach und Flacherker auf profilierter Konsole, im Kern 16./17. Jahrhundert, Fassade vereinfacht | D-7-61-000-692 Wikidata  | Bürgerhaus                                   |
| Mittlerer Graben 8 (Standort)                                 | Bürgerhaus                                    | Dreigeschossiger Giebelbau mit Satteldach und Flacherker, 16./17. Jahrhundert | D-7-61-000-693 Wikidata  | Bürgerhaus                                   |
| Mittlerer Graben 10 (Standort)                                | Bürgerhaus                                    | Dreigeschossiger Traufseitbau mit Mansarddach, Putzgliederung und barocker Sterntür, im Kern 16. Jahrhundert | D-7-61-000-694 Wikidata  | Bürgerhaus                                   |
| Mittlerer Graben 24 (Standort)                                | Bürgerhaus                                    | Dreigeschossiger, giebelständiger Satteldachbau mit steilem Giebel, nach Osten Schopfwalm, um 1542 | D-7-61-000-695 Wikidata  | Bürgerhaus                                   |
| Mittlerer Graben 26 (Standort)                                | Bürgerhaus                                    | Breitgelagerter, dreigeschossiger Giebelbau mit Satteldach, 16. Jahrhundert | D-7-61-000-696 Wikidata  | Bürgerhaus                                   |
| Mittlerer Graben 28 (Standort)                                | Bürgerhaus                                    | Dreigeschossiger Traufseitbau mit Satteldach, 16./17. Jahrhundert | D-7-61-000-697 Wikidata  | Bürgerhaus                                   |
| Mittlerer Graben 30 (Standort)                                | Bürgerhaus                                    | Dreigeschossiger Giebelbau mit Satteldach und Flacherker auf profilierter Konsole mit korbbogigem Abschluss, 16./17. Jahrhundert | D-7-61-000-698 Wikidata  | Bürgerhaus                                   |
| Nähe Gänsbühl (Standort)                                      | Wasserturm                                    | Viergeschossiger Bau mit Haubendach und nördlichem Pultdachanbau, Fassadengliederung durch Rustika und Ädikulen, von Elias Holl, 1608 | D-7-61-000-299 Wikidata  | Wasserturm                                   |
| Oblatterwallstraße 2 (Standort)                               | Mietshaus                                     | Viergeschossiger Eckbau mit abgewalmtem Satteldach, Flacherker und Zwerchgiebeln, Fassadendekor in Formen des Empire, um 1900 | D-7-61-000-759 Wikidata  | Mietshaus                                    |
| Reitmayrgäßchen 7 (Standort)                                  | Zwei Wohnhäuser                               | Dreigeschossige Giebelhäuser mit Satteldach, die Giebel durch eine Mauer mit drei Okuli verbunden, 16. Jahrhundert | D-7-61-000-837 Wikidata  | Zwei Wohnhäuser                              |
| Reitmayrgäßchen 15 (Standort)                                 | Bürgerhaus                                    | Zweigeschossiger Giebelbau mit Schleppdach und einhüftigem Giebel, 16. Jahrhundert | D-7-61-000-607 Wikidata  | Bürgerhaus                                   |
| Schlachthausgäßchen 4 (Standort)                              | Ehemaliges städtisches Schlachthaus           | Zweigeschossiger, giebelständiger Ziegelbau mit Satteldach und Rundbogenfenstern, von Franz Joseph Kollmann, 1850 | D-7-61-000-891 Wikidata  | Ehemaliges städtisches Schlachthaus          |
| Schmiedberg 13 (Standort)                                     | Bürgerhaus, sogenanntes Dreifensterhaus       | Schmaler, dreigeschossiger Giebelbau mit Satteldach und hohem Flacherker, 16. Jahrhundert | D-7-61-000-905 Wikidata  | Bürgerhaus, sogenanntes Dreifensterhaus      |
| Schmiedberg 15 a (Standort)                                   | Bürgerhaus                                    | Viergeschossiger, giebelständiger Eckbau mit Satteldach und sehr hohen Flacherkern nach Süden und Osten, 16./17. Jahrhundert | D-7-61-000-906 Wikidata  | Bürgerhaus                                   |
| Schmiedberg 17 (Standort)                                     | Ehemaliges Findelhaus                         | Großer, dreigeschossiger Traufseitbau mit Mansarddach und Flacherker, im Kern 16./17. Jahrhundert, Dach 18. Jahrhundert, Fassade 19. Jahrhundert | D-7-61-000-907 Wikidata  | Ehemaliges Findelhaus                        |
| Schmiedgasse 3 (Standort)                                     | Bürgerhaus                                    | Schmales, dreigeschossiges Giebelhaus mit Satteldach, Schweifgiebel, polygonalem Eckerker und Putzgliederung, 16./17. Jahrhundert Bürgerhaus, viergeschossiger Mansarddachbau mit Flacherkern nach Süden und Osten, an das Giebelhaus anschließend, etwas zurückversetzt mit Fassade zur Barfüßerstraße, etwa gleichzeitig | D-7-61-000-908 Wikidata  | Bürgerhaus                                   |
| Schmiedgasse 5 (Standort)                                     | Bürgerhaus                                    | Dreigeschossiger Giebelbau mit Satteldach und Flacherker auf profilierter Konsole, nach 1558 | D-7-61-000-909 Wikidata  | Bürgerhaus                                   |
| Schmiedgasse 6 (Standort)                                     | Bürgerhaus                                    | Dreigeschossiger Traufseitbau mit tiefliegendem Erdgeschoss und Überschutz, oberstes Geschoss Holzlaubengang, 16. Jahrhundert | D-7-61-000-910 Wikidata  | Bürgerhaus                                   |
| Schmiedgasse 7 (Standort)                                     | Bürgerhaus                                    | Dreigeschossiger Bau mit asymmetrisch gegliederter Giebelfront und Erdgeschoss-Durchgang, von Elias Holl, 16. Jahrhundert | D-7-61-000-911 Wikidata  | Bürgerhaus                                   |
| Schmiedgasse 8 (Standort)                                     | Ehemaliges Handwerkerhaus                     | Dreigeschossiger Traufseitbau mit Überschutz, oberstes Geschoss Holzlaubengang, 16. Jahrhundert | D-7-61-000-912 Wikidata  | Ehemaliges Handwerkerhaus                    |
| Schmiedgasse 9 (Standort)                                     | Bürgerhaus                                    | Dreigeschossiger Giebelbau mit Satteldach, mittleres 16. Jahrhundert | D-7-61-000-1242 Wikidata | Bürgerhaus                                   |
| Schmiedgasse 10 (Standort)                                    | Bürgerhaus                                    | Dreigeschossiger Traufseitbau mit Überschutz, im Kern 1560/63, Fassadengliederung 19. Jahrhundert | D-7-61-000-913 Wikidata  | Bürgerhaus                                   |
| Schmiedgasse 11 (Standort)                                    | Bürgerhaus                                    | Dreigeschossiger Traufseitbau mit Satteldach und Zwerchgiebel, im Kern 16. Jahrhundert | D-7-61-000-914 Wikidata  | Bürgerhaus                                   |
| Schmiedgasse 12 (Standort)                                    | Bürgerhaus                                    | Dreigeschossiger Traufseitbau mit zurückgebogener Fassade und Überschutz, 16. Jahrhundert | D-7-61-000-915 Wikidata  | Bürgerhaus                                   |
| Schmiedgasse 13 (Standort)                                    | Ehemaliges Handwerkerhaus                     | Zwei- bzw. dreigeschossiger Eckbau mit tiefliegendem Erdgeschoss und Aufzugsgaube im Giebel, Traufe nach Norden in den mittleren Achsen herabgezogen, um 1586 | D-7-61-000-916 Wikidata  | Ehemaliges Handwerkerhaus                    |
| Schmiedgasse 15 (Standort)                                    | Bürgerhaus                                    | Dreigeschossiges, traufständiges Eckhaus mit Satteldach und Flacherker nach Norden und Westen, 16. Jahrhundert | D-7-61-000-918 Wikidata  | Bürgerhaus                                   |
| Schmiedgasse 16 (Standort)                                    | Bürgerhaus                                    | Viergeschossiger Traufseitbau mit Satteldach, Überschutz, geschweiftem Türausschnitt und barocker Tür, im Kern 16./17. Jahrhundert | D-7-61-000-919 Wikidata  | Bürgerhaus                                   |
| Schmiedgasse 18 (Standort)                                    | Bürgerhaus                                    | Viergeschossiger Traufseitbau mit Satteldach, abgewinkelter Fassade und Überschutz, im Kern 16./17. Jahrhundert | D-7-61-000-920 Wikidata  | Bürgerhaus                                   |
| Schmiedgasse 19 (Standort)                                    | Bürgerhaus                                    | Dreigeschossiger Eckbau mit Satteldach, tiefliegendem Erdgeschoss und durch waagrechte Gesimse gegliedertem Giebel mit Aufzugsluke, 16. Jahrhundert | D-7-61-000-921 Wikidata  | Bürgerhaus                                   |
| Schmiedgasse 20 (Standort)                                    | Bürgerhaus                                    | Dreigeschossiger Traufseitbau mit Satteldach, Zackenband unter der Traufe und getrepptem Überschutz, 16. Jahrhundert | D-7-61-000-922 Wikidata  | Bürgerhaus                                   |
| Schmiedgasse 23 (Standort)                                    | Wohn- und Geschäftshaus                       | Viergeschossiger Bau mit abgeschrägter Ecke, Flacherker und reich gegliederter Dachzone, Neurenaissance, um 1900 | D-7-61-000-923 Wikidata  | Wohn- und Geschäftshaus                      |
| Spenglergäßchen 2 (Standort)                                  | Bürgerhaus                                    | Dreigeschossiger Walmdachbau, im Kern 16./17. Jahrhundert, äußere Erscheinung mit Walmdach 19. Jahrhundert | D-7-61-000-953 Wikidata  | Bürgerhaus                                   |
| Spenglergäßchen 4 (Standort)                                  | Bürgerhaus                                    | Dreigeschossiger Traufseitbau mit Flacherker, 16./17. Jahrhundert | D-7-61-000-954 Wikidata  | Bürgerhaus                                   |
| Spenglergäßchen 6 (Standort)                                  | Bürgerhaus                                    | Dreigeschossiger, giebelständiger Satteldachbau mit geschwungenem Giebel und Flacherker, im Kern 16./17. Jahrhundert, Giebel 19. Jahrhundert | D-7-61-000-955 Wikidata  | Bürgerhaus                                   |
| Spenglergäßchen 10 (Standort)                                 | Zinslehenhaus                                 | Giebelständiger, zweigeschossiger Satteldachbau mit Flacherker, um 1600 | D-7-61-000-956 Wikidata  | Zinslehenhaus                                |
| Spenglergäßchen 12 (Standort)                                 | Bürgerhaus                                    | Ursprünglich wohl Zinslehenhaus, vier Flügel mit Satteldach um Innenhof, dem Straßenverlauf angepasste Fassade dreigeschossig mit Tordurchfahrt und zwei Flacherkern auf profilierten Konsolen, 16./17. Jahrhundert | D-7-61-000-957 Wikidata  | Bürgerhaus                                   |
| Stoygäßchen 2 (Standort)                                      | Handwerkerhaus                                | Dreigeschossiger traufständiger Satteldachbau mit Wellengiebel, 16./17. Jahrhundert | D-7-61-000-990 Wikidata  | Handwerkerhaus                               |
| Viertes Quergäßchen 4 (Standort)                              | Bürgerhaus                                    | Zweigeschossiger giebelständiger Satteldachbau mit verputzter Holzkonstruktion, 16. Jahrhundert | D-7-61-000-1041 Wikidata | Bürgerhaus                                   |
| Viertes Quergäßchen 7 (Standort)                              | Bürgerhaus                                    | Zweigeschossiger giebelständiger Bau, 16. Jahrhundert, Mansarddach später | D-7-61-000-1042 Wikidata | Bürgerhaus                                   |